# R. Charleroi SC
Nezaměňovat s jiným klubem z Charleroi - ROC de Charleroi-Marchienne.

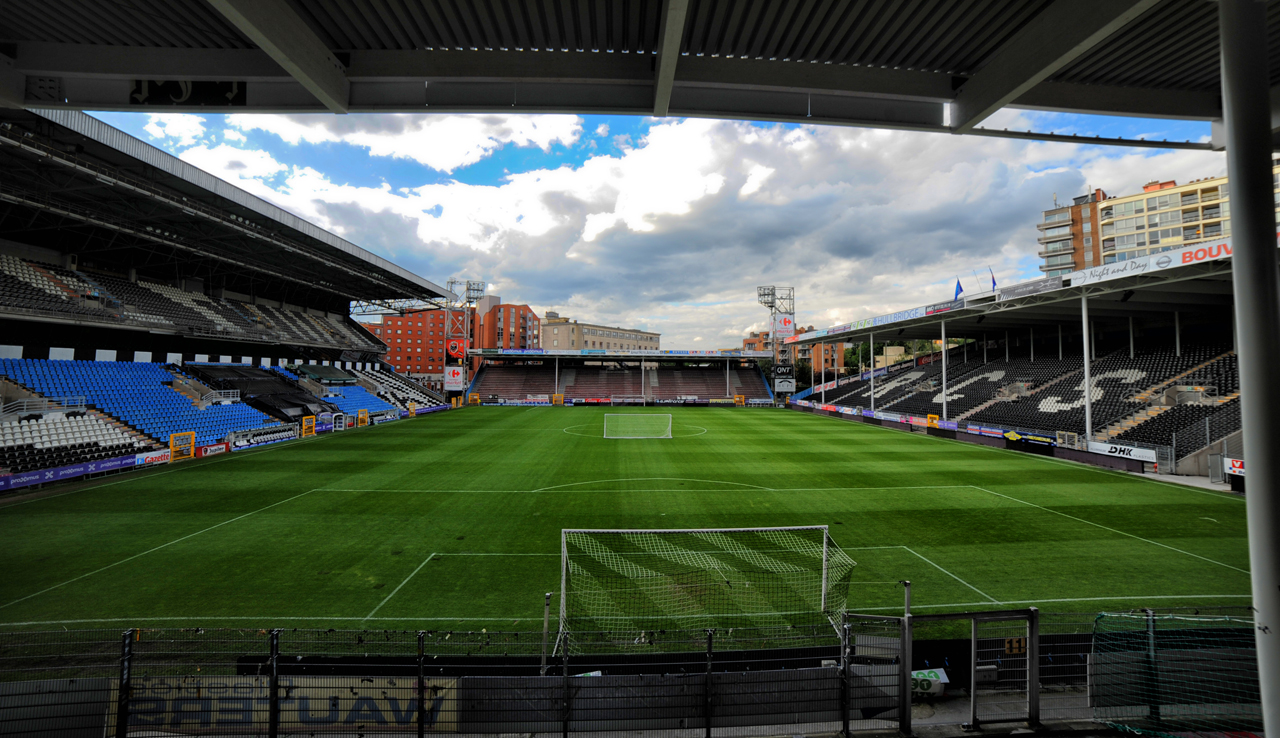
Stade du Pays de Charleroi

R. Charleroi SC (celým názvem Royal Charleroi Sporting Club nebo Royale Sporting du Pays de Charleroi, zkráceně Sporting Charleroi) je belgický fotbalový klub z města Charleroi. Byl založen roku 1904 jako Charleroi Sporting Club, domácím hřištěm je Stade du Pays de Charleroi s kapacitou 25 000 míst. Klubové barvy jsou černá a bílá, dresy jsou pruhované, díky čemuž má klub přezdívku zebry.
Klub se dvakrát zúčastnil Poháru UEFA a třikrát Poháru Intertoto.

## Logo
Klubové logo je ve tvaru štítu (erbu), který je rozdělen na dvě části. Větší spodní obsahuje svislé střídající se bílé a černé pruhy. Menší horní část je de facto černý pás, v němž je bíle napsána zkratka R.C.S.C. Nad štítem je zlatá královská koruna, zlaté je i lemování štítu.

## Úspěchy
- Belgická 2. liga (Tweede klasse) – 2× vítěz (1946/47, 2011/12)[3]

## Známí hráči
- Dante Bonfim Costa Santos
- Laurent Ciman
- Enzo Scifo
- Daniel Van Buyten
- Victor Ikpeba